# Zagon
Zagon je naselje v Občini Postojna.